# تالار بازار روتردام
تالار بازار روتردام (به هلندی: Markthal) یک ساختمان مسکونی و اداری در شهر روتردام است که یک تالار بازار در زیر ساختمان آن قرار دارد. این مرکز در تاریخ ۱ اکتبر ۲۰۱۴ توسط ملکه ماکسیمای هلند گشایش یافت. در کنار تالار بازار، این مجموعه دارای ۲۲۸ واحد آپارتمان مسکونی، ۴٬۶۰۰ مترمربع فضای خرده‌فروشی، ۱٬۶۰۰ مترمربع فضای مهمان‌یاری و یک پارکینگ طبقاتی با ظرفیت ۱۲۰۰ خودرو میباشد. این ساختمان بر روی یک روستای مدفون از قرن چهاردهم قرار گرفته که از نظر باستان‌شناسی مورد توجه است.